# Кудінов Юрій Володимирович
Кудінов Юрій Володимирович (27 лютого 1979) — російський плавець.
Учасник Олімпійських Ігор 2012 року.
Чемпіон світу з водних видів спорту 2000, 2001, 2002, 2003, 2007 років, призер 2004, 2006, 2008 років.
Чемпіон Європи з водних видів спорту 2002 року.